# Double Dutchess
Double Dutchess é o segundo álbum de estúdio da cantora norte-americana Fergie, também descrito como uma experiência visual. O álbum foi lançado em 22 de Setembro de 2017. O álbum é o primeiro de Fergie a ser lançado em sua própria gravadora, a Dutchess Music, uma parceria com a BMG. A promoção do álbum começou com o lançamento do primeiro single do álbum "L.A. Love (La La)" em setembro de 2014. Após vários atrasos, foram lançados os singles, "M.I.L.F. $" em julho de 2016 e "Life Goes On" em Novembro desse mesmo ano. "You Already Know" com a participação de  Nicki Minaj foi lançado como o quarto single em 25 de agosto de 2017. A faixa "Save It Til Morning" foi lançada como o sexto single do álbum em 10 de Novembro de 2017. Double Dutchess recebeu críticas mistas de críticos de música.
Double Dutchess foi disponiblizado para pré-encomenda em  25 de agosto de 2017. Além de Minaj, o álbum inclui participações de YG,  Rick Ross e o filho de Fergie, Axl Jack.
A versão Double Dutchess (Deluxe Visual Experience) disponível apenas em formato digital pela Apple Music e iTunes Store contém um vídeo com todos os videoclipes do álbum (exceto You Already Know, disponível exclusivamente para compra apenas pela iTunes Store) e todos os videoclipes também estão disponiveis em seu canal no YouTube e Vevo.

## Antecedentes
O álbum solo de Fergie The Dutchess foi lançado em setembro de 2006 pelo Will.i.am Music Group e Interscope Records. O álbum estreiou em 2° na Billboard Hot 100 e vendeu mais de 6 milhões de cópias mundialmente. Em abril de 2010, ela participou da música Gettin' Over You com David Guetta, Chris Willis e LMFAO, a música atingiu a posição 31 na Billboard Hot 100. Em novembro do mesmo ano, ela também contribuiu com vocais para All of the Lights de Kanye West. Em 2011, ela apareceu na música "Beautiful Dangerous" com Guns N 'Roses e o guitarrista Slash do Velvet Revolver.
Fergie fez seu retorno oficial em 2013, com a música A Little Party Never Killed Nobody (All We Got), para a trilha sonora do filme The Great Gatsby. A música também tem a participação dos rappers Q-Tip e GoonRock, e chegou ao número 77 no Billboard Hot 100. Em dezembro de 2013 ela disse em entrevista ao Ryan Seacrest, que lançará seu segundo álbum solo em 2014, o que de fato não aconteceu. Em Junho de 2015 em uma nova entrevista disse que estava colocando os toques finais no álbum.

### Lançamento de singles
Em 29 de Setembro de 2014 lança o single L.A. Love (La La), a música alcança a posição 29 na Hot 100 e ganha um certificado de platina. Quase dois anos depois em 9 de Junho de 2016 a cantora postou um teaser de Hungry em sua página no VEVO intitulado "Hungry (1st Byte)", um segundo teaser, "Hungry (2nd Byte)" foi divulgado em 28 de Junho, em 1 de Julho do mesmo ano lança o segundo single M.I.L.F. $ a música chegou a posição 34 da Billboard hot 100 e o videoclipe possui mais de 200 milhões de visualizações. Em 11 de Novembro do mesmo ano lança seu terceiro single Life Goes On que não obteve o mesmo sucesso dos singles anteriores.

Desculpa por ter demorado tanto. Eu tenho um filho, um marido, preciso dormir, mas espero que valha a pena, é super autobiográfico. Eu tenho quatro discos com o Peas, mas não é a plataforma para falar sobre meus pensamentos e sentimentos pessoais. Coloquei sangue e suor neste disco. Há pop, hip-hop, antigo, reggae, balada, diversão.

Fergie confirmando que o álbum será lançado em 2017 durante um bate papo ao vivo no Facebook em Novembro de 2016.

### Vazamento e anúncio do álbum
Em 26 de Janeiro de 2017 ela postou acidentalmente em forma de GIF animado a tracklist do álbum, depois rompeu com a gravadora Interscope e disse que o álbum sairá sobre seu próprio selo. Em 29 de Julho o álbum vazou na internet, algumas canções ainda não estavam finalizadas, a cantora não se pronunciou a respeito. Dias depois publicou uma séries de teasers em seu Instagram indicando algum lançamento, um com o título "Exposta, não totalmente", o que gerou controvérsia sobre o vazamento do álbum. Em 12 de Agosto o produtor Buddah Brow publicou uma foto em seu Instagram dizendo que o álbum estava finalizado.

Em 17 de Agosto anuncia a pré venda e a capa de Double Dutchess para 25 de Agosto. Em 19 de Agosto divulga a tracklist do álbum sem nenhuma surpresa por ter sido a mesma vazada há semanas atrás. Em 24 de Agosto revela que a data de lançamento será em 22 de Setembro e que será um álbum visual. Em 25 de Agosto, Hungry com participação de Rick Ross e You Already Know com a participação de Nicki Minaj são lançadas, o videoclipe de Hungry também foi lançado nesse mesmo dia. Em 31 de Agosto divulga o trailer de Double Dutchess: Seeing Double. Em 12 de Setembro o videoclipe de You Already know com a participação de Nicki Minaj é lançado e a faixa enviada para as rádios Mainstream e Rhythmic anunciado como quarto single do album. Em entrevista ao programa ETalk, justificou a demora do álbum e explicou seu conceito:
| “ | Eu fiquei trabalhando, depois do The Dutchess, 2 albuns com os Peas, turnês mundiais e depois tive o meu amor Axl. Foi incrivel! Mas então voltar a colocar estúdio na minha rotina diaria, reservando tempo para escrever, e não posso mais ficar até 5 da manhã trabalhando em estúdio, porque tenho que acordar 3 horas depois para o Axl. Foi um desafio, e tomou um pouco mais de tempo. E voltei ao estúdio, brinquei com estilos, não queria lançar algo medíocre. Ou algo que eu ache medíocre. Sempre mirando na grandeza. Eu sou meio competidora… Gravei um clipe, aqui e ali, Paris e Londres, e então, cheguei em um ponto que vimos que o álbum não sairia na hora que todos queríamos, então gravei clipe para todas as músicas, já que se for pra esperar, quero dar tudo completo para todos. Quero dar uma refeição completa! Tudo! Por isso demorei. Ter minha propria gravadora, fazendo negócios, fazendo bossmoves, isso leva tempo. Coisas que eu nem poderia falar sobre. E finalmente estou lançando para o mundo. Bem, o álbum te levará a mim agora. Ao The Dutchess, só que atualizado para agora, por isso chamo Double Dutchess, por ainda ser a mesma garota que ama vários tipos de estilos, e brincar com vozes, experimentar, e se divertir, rir muito, as vezes ficar meio boba e outros momentos ser muito séria, foi por isso fizemos aquela capa do álbum, fotografada por Mert e Marcus, dirigida por Giovanni Bianco, stylish por Carine Roitfeld, e a escolha da imagem é pela máscara pintada no rosto, e me sinto que Double Dutchess, você vê a garota mascarada, risos, diversão, danças, mas tirando essa mascara, verá a menina ali por trás, muito verdadeira, bastante sensitiva, que tem muito amor por tudo e pra mim é importante poder expressar esses sentimentos, que não cabem no Black Eyed Peas, me sentiria meio egoísta.” | ” |

## Double Dutchess: Seeing Double
Os visuais das músicas foram combinados em um filme intitulado Double Dutchess: Seeing Double (vendo em dobro). Fergie estreou exclusivamente Double Dutchess: Seeing Double nas salas de cinema iPic dos Estados Unidos, como um evento único em 20 de setembro de 2017. O evento inclui um recurso especial com perguntas e respostas com Fergie, previamente gravado, e a cada compra de ingresso também inclui um download exclusivo do álbum. A duração do Double Dutchess: Seeing Double é de 57 minutos.

## Faixas
Edição Padrão
| N.º            | Título                                                               | Compositor(es)                                                                                            | Produtor(es)                                                            | Duração |  |
| 1.             | "Hungry" (participação de Rick Ross)                                 | Fergie Duhamel Lisa Gerrard Brendan Perry William Roberts                                                 | Yonni JP Did This Donut Duhamel Stevie Mackey Venus Brown               | 3:23    |  |
| 2.             | "Like It Ain't Nuttin'"                                              | Duhamel Wiliam Adams Kirk Robinson Damien LeRoy Roy Hammond                                               | will.i.am DJ Ammo Duhamel V. Brown                                      | 3:45    |  |
| 3.             | "You Already Know (Interlude Version)" (participação de Nicki Minaj) | Duhamel Adams Onika Tanya Maraj James Brown Antonio Hardy                                                 | will.i.am Joel Metzler V. Brown Aubrey "Big Juice" Delaine Joel Metzler | 6:28    |  |
| 4.             | "Just Like You"                                                      | Duhamel Leon "Roccstar" Youngblood Steve Franks Taylor Parks                                              | Youngblood Mr. Franks Duhamel V. Brown                                  | 3:52    |  |
| 5.             | "A Little Work"                                                      | Duhamel Lukasz Gottwald Theron Thomas Timothy Thomas Henry Walter                                         | Cirkut Duhamel V. Brown                                                 | 4:05    |  |
| 6.             | "Life Goes On"                                                       | Duhamel Toby Gad Tristan Prettyman Keith Harris George Pajon, Jr.                                         | Gad Harris Duhamel                                                      | 4:26    |  |
| 7.             | "M.I.L.F. $"                                                         | Duhamel Jamal Jones Jocelyn Donald Webster Gradney Jeremy Allen Torence Hatch Melvin Vernell              | Polow da Don Duhamel Mackey Blanco "The Ear"                            | 2:42    |  |
| 8.             | "Save It Til Morning"                                                | Duhamel Gad                                                                                               | Gad Duhamel V. Brown                                                    | 4:09    |  |
| 9.             | "Enchanté (Carine)" (participação de Axl Jack)                       | Duhamel Tal Meltzer Phillip Patterson David Riff                                                          | Fixyn Riff Duhamel Mackey V. Brown                                      | 4:27    |  |
| 10.            | "Tension"                                                            | Duhamel Justin Tranter Diana Gordon Alessandro Lindblad                                                   | Alesso Duhamel V. Brown                                                 | 3:23    |  |
| 11.            | "L.A. Love (La La)" (participação de YG)                             | Duhamel Dijon "DJ Mustard" McFarlane Shomari Wilson Royce Thomas Theron Thomas Keenon Daequan Ray Jackson | DJ Mustard Shonuff Duhamel                                              | 3:31    |  |
| 12.            | "Love Is Blind"                                                      | Duhamel Alvin Ranglin Philip "DJ Hardwerk" Constable                                                      | Constable Duhamel                                                       | 5:34    |  |
| 13.            | "Love Is Pain"                                                       | Duhamel Gad                                                                                               | Gad                                                                     | 7:09    |  |
| Duração total: | Duração total:                                                       | Duração total:                                                                                            | Duração total:                                                          | 56:18   |  |

| iTunes Store Deluxe Visual Experience edition |                                            | |         |  |
| N.º                                           | Título                                     | Diretor(es) | Duração |  |
| 14.                                           | "Double Dutchess Deluxe Visual Experience" | Bruno Iglioti Ben Mor Jonas Åkerlund Chris Marrs Piliero Colin Tilley Alek Keshishian Fatima Robinson Rich Lee Nina McNeely Chris Ullens | 57:46   |  |

| Versão Target e Japonesa |                |                                                                                            |                   |         |  |
| N.º                      | Título         | Compositor(es)                                                                             | Produtor(es)      | Duração |  |
| 14.                      | "Diddy Zone"   | Duhamel Constable Sean "The Pen" Garrett                                                   | Garrett Constable | 3:14    |  |
| 15.                      | "Kleopatra"    | Duhamel Youngblood Tariq Bright Kris Stevens Toney Martinez Adam Kapit Yacoub Elias Kawaja | Youngblood Kapit  | 3:11    |  |
| Duração total:           | Duração total: | Duração total:                                                                             | Duração total:    | 63:19   |  |

| Apple Music Deluxe Visual Experience edition (bonus videos) |                                                |                     |         |  |
| N.º                                                         | Título                                         | Diretor(es)         | Duração |  |
| 14.                                                         | "Hungry" (participação de Rick Ross)           | Bruno Iglioti       | 3:21    |  |
| 15.                                                         | "Like It Ain't Nuttin'"                        | Ben Mor             | 3:55    |  |
| 16.                                                         | "Just Like You"                                | Bruno Ilogti        | 4:40    |  |
| 17.                                                         | "A Little Work"                                | Jonas Åkerlund      | 11:34   |  |
| 18.                                                         | "Life Goes On"                                 | Chris Marrs Piliero | 3:56    |  |
| 19.                                                         | "M.I.L.F. $"                                   | Colin Tilley        | 3:38    |  |
| 20.                                                         | "Save It Til Morning"                          | Alek Keshishian     | 4:12    |  |
| 21.                                                         | "Enchanté (Carine)" (participação de Axl Jack) | Bruno Ilogti        | 4:27    |  |
| 22.                                                         | "Tension"                                      | Fatima Robinson     | 3:06    |  |
| 23.                                                         | "L.A.LOVE (la la)" (participação de YG)        | Rich Lee            | 5:04    |  |
| 24.                                                         | "Love Is Blind"                                | Nina McNeely        | 4:44    |  |
| 25.                                                         | "Love Is Pain"                                 | Chris Ullens        | 5:03    |  |
| Duração total:                                              | Duração total:                                 | Duração total:      | 114:40  |  |

Notas
- Interlúdios produzidos por Terrace Martin e Venus Brown

Créditos de demonstração
- "Hungry" - Contém demonstrações de "Dawn of the Iconoclast", escrita por Lisa Gerrard e Brendan Perry e interpretada por Dead Can Dance.
- "Like It Ain't Nuttin'" - Contém interpolações de "My Mike Sounds Nice", escrita por Hurby Azor e interpretada por Salt-n-Pepa e de "Top Billin'" escrita por Kirk Robinson e Nat Robinson e interpretada por Audio Two. Contém demonstrações de "P.S.K. - What Does It Mean?" escrita por Schoolly D e interpretada por Schoolly D e de Simon Says escrita por Pharoahe Monch e performada por Pharoahe Monch e também contém elementos de "Seven Minutes of Funk" escrita por Tyrone Thomas e interpretada por Whole Darn Family.
- "You Already Know" - Contém demonstrações de "It Takes Two" escrita por Robert Ginyard e interpretada por Rob Base and DJ E-Z Rock e de "Think (About It)" escrita por James Brown e interpretada por Lyn Collins, e interpolações de "Warm It Up, Kane" e "Set It Off" escritas por Big Daddy Kane e interpretadas por Big Daddy Kane.
- "M.I.L.F. $" - Contém interpolações de "Bad Bitch (Remix)" escrita por Webbie, Jeremy Allen, Torence Hatch, Melvin Vernell e interpretada por Webbie
- "L.A. Love (La La)" - Contém interpolações de "I'm Good" escrita por YG e interpretada por YG
- "Love Is Blind" - Contém demonstrações de "Madness" performado por The Mighty Maytones e de Bam Bam escrita por Sister Nancy e Winston Riley e interpretada por Sister Nancy
- "Love Is Pain" - Contém um interlúdio com demonstrações de "Dawn of the Iconoclast", escrita por Lisa Gerrard e Brendan Perry e interpretada por Dead Can Dance.